# Grob G 120
Grob G 120 — немецкий двухместный учебно-тренировочный самолёт.

## О самолёте
Двухместная машина. Существует в двух вариантах G 120A и G 120TP. Самолёт предназначен для обучения пилотов как гражданской, так и военной авиации. В кабине достаточно места для использования стажëром шлема и прочей амуниции как в боевом самолёте. Хвост считается низко посаженным, что также имитирует некоторые типы самолётов и способствует обучению.

## Эксплуатанты
- ВВС Израиля (Армия обороны Израиля, ЦАХАЛ)
- ВВС Германии
- ВВС Франции
- ВВС Канады
- ВВС Кении
- ВВС Мьянмы

Анонсировались также поставки в Индонезию